# Moteurs Reinhard

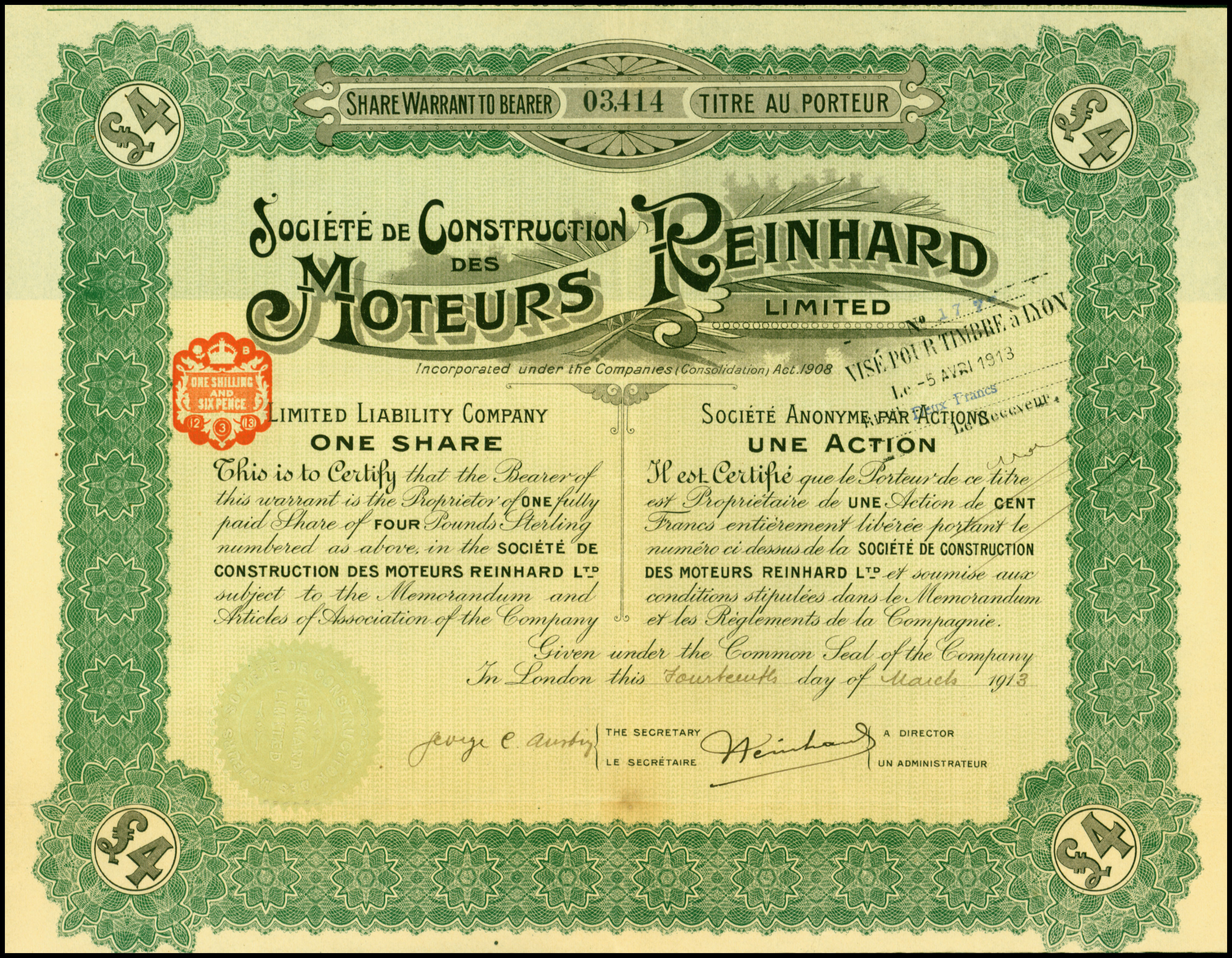
Aktie der Soc. de Construction des Moteurs Reinhard Ltd vom 14. März 1913

Die Société de Construction des Moteurs Reinhard war ein französischer Hersteller von Automobilen.

## Unternehmensgeschichte
Valentin Reinhard gründete 1911 das Unternehmen in Lyon zur Motoren- und Automobilproduktion. Der Markenname lautete Reinhard. Reinhard entwarf einen Schiebermotor und hoffte, er könne ihn an Delaugère & Clayette und Minerva Motors verkaufen, doch diese Pläne scheiterten. 1914 endete die Produktion. Insgesamt entstanden etwa zwanzig Fahrzeuge.

## Fahrzeuge
Die Fahrzeuge wurden mit einem Schiebermotor aus eigener Fertigung ausgestattet. Zunächst gab es ein Modell mit Vierzylindermotor, 2000 cm³ Hubraum und Kettenantrieb. Später wurde im Modell Mélanie ein Motor mit 3000 cm³ Hubraum und Kardanantrieb verwendet.